# Equipo Ideal de la Copa Sudamericana
El Equipo Ideal de la Copa Sudamericana es elegido desde 2012 por la Confederación Sudamericana de Fútbol, sobre la base de los votos remitidos por los periodistas deportivos especializados de todo el continente. Solamente los futbolistas que juegan la Copa Sudamericana son de elección.
Los cinco mayores cargos en la Copa Sudamericana y Conmebol, obtienen un "triple voto", es decir, su elección valdrá tres puntuaciones en la elección, siendo estos cinco cargos:
- Presidente de la Conmebol:  Alejandro Guillermo Domínguez.
- Vicepresidente de la Conmebol:  Francisco Egas.
- Director de la Copa Sudamericana:   Carlos Manuel Pinto.
- Presidente de Bridgestone Latinoamérica:  Humberto Gómez Rojo.
- Periodista deportivo destacado del año (elegido por los cuatro miembros mencionados anteriormente de la Confederación Sudamericana de Fútbol).

## Distinciones individuales

### Jugador más popular
| Año  | Posición       | Futbolista        | Equipo               |
| 2012 | Centrocampista | Charles Aránguiz  | Universidad de Chile |
| 2013 | Centrocampista | Ganso             | São Paulo            |
| 2014 | Delantero      | Teófilo Gutiérrez | River Plate          |
| 2015 | Delantero      | Ramón Ábila       | Huracán              |

### Mejor Director Técnico
| Año  | Director Técnico           | Equipo               |
| 2012 | Ney Franco                 | São Paulo            |
| 2013 | Guillermo Barros Schelotto | Lanús                |
| 2014 | Marcelo Gallardo           | River Plate          |
| 2015 | Gerardo Pelusso            | Santa Fe             |
| 2021 | Alberto Valentim           | Athletico Paranaense |
| 2023 | Luis Zubeldía              | Liga de Quito        |
| 2024 | Gustavo Costas             | Racing Club          |

### Mejor jugador joven
| Año  | Posición       | Futbolista       | Edad    | Equipo               |
| 2012 | Delantero      | Nicolás Castillo | 19 años | Universidad Católica |
| 2013 | Delantero      | Lucas Melano     | 20 años | Lanús                |
| 2014 | Centrocampista | Edwin Cardona    | 21 años | Atlético Nacional    |
| 2015 | Defensa        | Yerry Mina       | 20 años | Santa Fe             |

### "La Joya" del torneo (el jugador más valioso)
| Año  | Posición       | Futbolista            | Equipo      |
| 2012 | Delantero      | Lucas Moura           | São Paulo   |
| 2013 | Centrocampista | Diego Hernán González | Lanús       |
| 2014 | Guardameta     | Marcelo Barovero      | River Plate |
| 2015 | Centrocampista | Luis Manuel Seijas    | Santa Fe    |

### El mejor gol
| Año  | Posición       | Futbolista          | Equipo       | Equipo Rival      | Fase             |
| 2012 | Centrocampista | Damián Díaz         | Barcelona SC | Cobreloa          | Segunda Fase     |
| 2013 | Centrocampista | Jadson              | São Paulo    | Atlético Nacional | Cuartos de final |
| 2014 | Defensa        | Diego Braghieri     | Lanús        | Cerro Porteño     | Octavos de final |
| 2015 | Centrocampista | Leonardo Pisculichi | River Plate  | Chapecoense       | Cuartos de final |

### Jugador revelación
| Año  | Posición       | Futbolista        | Equipo            |
| 2012 | Delantero      | Carlos Núñez      | Liverpool FC      |
| 2013 | Delantero      | Rodrigo Caio      | São Paulo         |
| 2014 | Centrocampista | Edwin Cardona     | Atlético Nacional |
| 2015 | Delantero      | Cristian Espinoza | Huracán           |

## Ediciones

### 2012
| Equipo Ideal 2012 | Equipo Ideal 2012  | Equipo Ideal 2012    |
| Pos.              | Futbolista         | Equipo               |
| ----------------- | ------------------ | -------------------- |
| Guardameta        | Paulo Garcés       | Universidad de Chile |
| Defensa           | Lewis Ochoa        | Millonarios          |
| Defensa           | Mariano Echeverría | Tigre                |
| Defensa           | Rafael Tolói       | São Paulo            |
| Centrocampista    | Tomás Costa        | Universidad Católica |
| Centrocampista    | Charles Aránguiz   | Universidad de Chile |
| Centrocampista    | Jonathan Fabbro    | Cerro Porteño        |
| Centrocampista    | Rubén Botta        | Tigre                |
| Centrocampista    | Damián Díaz        | Barcelona            |
| Delantero         | Jadson Rodrigues   | São Paulo            |
| Delantero         | Lucas Moura        | São Paulo            |

### 2013
| Equipo Ideal 2013 | Equipo Ideal 2013    | Equipo Ideal 2013    |
| Pos.              | Futbolista           | Equipo               |
| ----------------- | -------------------- | -------------------- |
| Guardameta        | Rogério Ceni         | São Paulo            |
| Defensa           | Paolo Goltz          | Lanús                |
| Defensa           | Carlos Izquierdoz    | Lanús                |
| Defensa           | Uendel               | Ponte Preta          |
| Defensa           | Jorge Moreira        | Libertad             |
| Centrocampista    | Leandro Somoza       | Lanús                |
| Centrocampista    | Fellipe Bastos       | Ponte Preta          |
| Centrocampista    | Charles Aránguiz     | Universidad de Chile |
| Centrocampista    | Paulo Henrique Ganso | São Paulo            |
| Delantero         | Enner Valencia       | Emelec               |
| Delantero         | Santiago Silva       | Lanús                |

### 2014
| Equipo Ideal 2014 | Equipo Ideal 2014   | Equipo Ideal 2014 |
| Pos.              | Futbolista          | Equipo            |
| ----------------- | ------------------- | ----------------- |
| Guardameta        | Marcelo Barovero    | River Plate       |
| Defensa           | Daniel Bocanegra    | Atlético Nacional |
| Defensa           | Juan Forlín         | Boca Juniors      |
| Defensa           | Ramiro Funes Mori   | River Plate       |
| Centrocampista    | Kaká                | São Paulo         |
| Centrocampista    | Fernando Gago       | Boca Juniors      |
| Centrocampista    | Leonardo Pisculichi | River Plate       |
| Centrocampista    | Edwin Cardona       | Atlético Nacional |
| Delantero         | Miller Bolaños      | Emelec            |
| Delantero         | Teófilo Gutiérrez   | River Plate       |
| Delantero         | Andy Pando          | César Vallejo     |

### 2015
| Equipo Ideal 2015 | Equipo Ideal 2015   | Equipo Ideal 2015 |
| Pos.              | Futbolista          | Equipo            |
| ----------------- | ------------------- | ----------------- |
| Guardameta        | Robinson Zapata     | Santa Fe          |
| Defensa           | Federico Mancinelli | Huracán           |
| Defensa           | Yerry Mina          | Santa Fe          |
| Defensa           | Francisco Meza      | Santa Fe          |
| Centrocampista    | Miguel Godoy        | Sportivo Luqueño  |
| Centrocampista    | Carlos Sánchez      | River Plate       |
| Centrocampista    | Federico Vismara    | Huracán           |
| Centrocampista    | Luis Manuel Seijas  | Santa Fe          |
| Delantero         | Wilson Morelo       | Santa Fe          |
| Delantero         | Ramón Ábila         | Huracán           |
| Delantero         | Guido Di Vanni      | Sportivo Luqueño  |

### 2018
| Equipo Ideal 2018 | Equipo Ideal 2018 | Equipo Ideal 2018    |
| Pos.              | Futbolista        | Equipo               |
| ----------------- | ----------------- | -------------------- |
| Guardameta        | Santos            | Athletico Paranaense |
| Defensa           | Carlos Henao      | Santa Fe             |
| Defensa           | Rafael Pérez      | Junior               |
| Defensa           | Renan Lodi        | Athletico Paranaense |
| Centrocampista    | Nikão             | Athletico Paranaense |
| Centrocampista    | Junior Sornoza    | Fluminense           |
| Centrocampista    | Leonel Miranda    | Defensa y Justicia   |
| Centrocampista    | Ayrton Lucas      | Fluminense           |
| Delantero         | Pablo             | Athletico Paranaense |
| Delantero         | Teófilo Gutiérrez | Junior               |
| Delantero         | Luis Díaz         | Junior               |

### 2019
| Equipo Ideal 2019 | Equipo Ideal 2019     | Equipo Ideal 2019       |
| Pos.              | Futbolista            | Equipo                  |
| ----------------- | --------------------- | ----------------------- |
| Guardameta        | Leo Morales           | Zulia                   |
| Defensa           | Fagner                | Corinthians             |
| Defensa           | Richard Schunke       | Independiente del Valle |
| Defensa           | Emmanuel Olivera      | Colón                   |
| Centrocampista    | Cristian Dájome       | Independiente del Valle |
| Centrocampista    | Cristian Pellerano    | Independiente del Valle |
| Centrocampista    | Elías                 | Atlético Mineiro        |
| Centrocampista    | Brayan Moya           | Zulia                   |
| Delantero         | Silvio Romero         | Independiente           |
| Delantero         | Alejandro Cabeza      | Independiente del Valle |
| Delantero         | Luis Miguel Rodríguez | Colón                   |

### 2020
| Equipo Ideal 2020 | Equipo Ideal 2020 | Equipo Ideal 2020  |
| Pos.              | Futbolista        | Equipo             |
| ----------------- | ----------------- | ------------------ |
| Guardameta        | Ezequiel Unsain   | Defensa y Justicia |
| Defensa           | Rafael Delgado    | Defensa y Justicia |
| Defensa           | Lautaro Giannetti | Vélez Sarsfield    |
| Defensa           | Adonis Frías      | Defensa y Justicia |
| Centrocampista    | Tomás Belmonte    | Lanús              |
| Centrocampista    | Enzo Fernández    | Defensa y Justicia |
| Centrocampista    | Joe Abrigo        | Coquimbo Unido     |
| Centrocampista    | Thiago Almada     | Vélez Sarsfield    |
| Delantero         | Nicolás Orsini    | Lanús              |
| Delantero         | José Sand         | Lanús              |
| Delantero         | Braian Romero     | Defensa y Justicia |

### 2021
| Equipo Ideal 2021 | Equipo Ideal 2021        | Equipo Ideal 2021    |
| Pos.              | Futbolista               | Equipo               |
| ----------------- | ------------------------ | -------------------- |
| Guardameta        | Santos                   | Athletico Paranaense |
| Defensa           | Léo Ortiz                | Red Bull Bragantino  |
| Defensa           | Thiago Heleno            | Athletico Paranaense |
| Defensa           | Fabrício Bruno           | Red Bull Bragantino  |
| Centrocampista    | Emiliano Vecchio         | Rosario Central      |
| Centrocampista    | Jesús Trindade           | Peñarol              |
| Centrocampista    | David Terans             | Athletico Paranaense |
| Centrocampista    | Léo Cittadini            | Athletico Paranaense |
| Delantero         | Artur                    | Red Bull Bragantino  |
| Delantero         | Nikão                    | Athletico Paranaense |
| Delantero         | Agustín Álvarez Martínez | Peñarol              |

### 2022
| Equipo Ideal 2022 | Equipo Ideal 2022 | Equipo Ideal 2022       |
| Pos.              | Futbolista        | Equipo                  |
| ----------------- | ----------------- | ----------------------- |
| Guardameta        | Moisés Ramírez    | Independiente del Valle |
| Defensa           | Igor Vinícius     | Sao Paulo               |
| Defensa           | Luis Segovia      | Independiente del Valle |
| Defensa           | Richard Schunke   | Independiente del Valle |
| Centrocampista    | Junior Sornoza    | Independiente del Valle |
| Centrocampista    | Lorenzo Faravelli | Independiente del Valle |
| Centrocampista    | Jorginho          | Atlético Goianiense     |
| Centrocampista    | Rodrigo Nestor    | Sao Paulo               |
| Delantero         | Luciano           | Sao Paulo               |
| Delantero         | Lautaro Díaz      | Independiente del Valle |
| Delantero         | Bernardo Cuesta   | Melgar                  |

### 2023
| Equipo Ideal 2023 | Equipo Ideal 2023   | Equipo Ideal 2023  |
| Pos.              | Futbolista          | Equipo             |
| ----------------- | ------------------- | ------------------ |
| Guardameta        | Alexander Domínguez | Liga de Quito      |
| Defensa           | Leonel Quiñónez     | Liga de Quito      |
| Defensa           | Ricardo Adé         | Liga de Quito      |
| Defensa           | Tinga               | Fortaleza          |
| Centrocampista    | Zé Welison          | Fortaleza          |
| Centrocampista    | Ezequiel Piovi      | Liga de Quito      |
| Centrocampista    | Mauricio Martínez   | Liga de Quito      |
| Centrocampista    | Marinho             | Fortaleza          |
| Delantero         | Nicolás Fernández   | Defensa y Justicia |
| Delantero         | Paolo Guerrero      | Liga de Quito      |
| Delantero         | Gonzalo Mastriani   | América Mineiro    |

### 2024
| Equipo Ideal 2024 | Equipo Ideal 2024      | Equipo Ideal 2024 |
| Pos.              | Futbolista             | Equipo            |
| ----------------- | ---------------------- | ----------------- |
| Guardameta        | Gabriel Arias          | Racing Club       |
| Defensa           | William                | Cruzeiro          |
| Defensa           | Santiago Sosa          | Racing Club       |
| Defensa           | Marco Di Cesare        | Racing Club       |
| Defensa           | Gastón Martirena       | Racing Club       |
| Centrocampista    | Juan Ignacio Nardoni   | Racing Club       |
| Centrocampista    | Matheus Henrique       | Cruzeiro          |
| Centrocampista    | Juan Fernando Quintero | Racing Club       |
| Delantero         | Maximiliano Salas      | Racing Club       |
| Delantero         | Yuri Alberto           | Corinthians       |
| Delantero         | Adrián Martínez        | Racing Club       |

## Récords

### Clubes con más nominaciones
| Equipo                  | Nominaciones | Ediciones              |
| ----------------------- | ------------ | ---------------------- |
| Independiente del Valle | 10           | 2019, 2022             |
| São Paulo               | 9            | 2012, 2013, 2014, 2022 |
| Atlético Paranaense     | 9            | 2018, 2021             |
| Racing Club             | 8            | 2024                   |
| Lanús                   | 7            | 2013, 2014, 2020       |
| Defensa y Justicia      | 7            | 2018, 2020, 2023       |
| Liga de Quito           | 6            | 2023                   |
| Independiente Santa Fe  | 6            | 2017, 2018             |
| River Plate             | 5            | 2014, 2015             |
| Universidad de Chile    | 3            | 2012, 2013             |
| Huracán                 | 3            | 2015                   |
| Junior                  | 3            | 2018                   |
| Red Bull Bragantino     | 3            | 2021                   |
| Fortaleza               | 3            | 2023                   |
| Tigre                   | 2            | 2012                   |
| Ponte Preta             | 2            | 2013                   |
| Emelec                  | 2            | 2013, 2014             |
| Boca Juniors            | 2            | 2014                   |
| Atlético Nacional       | 2            | 2014                   |
| Sportivo Luqueño        | 2            | 2015                   |
| Fluminense              | 2            | 2018                   |
| Corinthians             | 2            | 2019, 2024             |
| Colón                   | 2            | 2019                   |
| Zulia                   | 2            | 2019                   |
| Vélez Sarsfield         | 2            | 2020                   |
| Peñarol                 | 2            | 2021                   |

### Países con más aportes
| País      | Nominaciones | Equipos |
| --------- | ------------ | --- |
| Argentina | 41           | Racing Club, Lanús, Defensa y Justicia, River Plate, Huracán, Tigre, Boca Juniors, Vélez Sarsfield, Colón, Independiente, Rosario Central                    |
| Brasil    | 33           | Sao Paulo, Atlético Paranaense, Red Bull Bragantino, Fortaleza, Corinthians, Fluminense, Ponte Preta, Atlético Mineiro, Atlético Goianiense, América Mineiro |
| Ecuador   | 19           | Independiente del Valle, Liga de Quito, Emelec, Barcelona |
| Colombia  | 12           | Independiente Santa Fe, Junior, Atlético Nacional, Millonarios                                                                                               |
| Chile     | 5            | Universidad de Chile, Universidad Católica, Coquimbo Unido                                                                                                   |
| Paraguay  | 4            | Sportivo Luqueño, Libertad, Cerro Porteño |
| Uruguay   | 2            | Peñarol |
| Perú      | 2            | César Vallejo, Melgar |
| Venezuela | 1            | Zulia |